# باول غريني
باول غريني (بالإنجليزية: Paul Greene) هو منافس ألعاب قوى أسترالي، ولد في 9 ديسمبر 1972 في سيدني في أستراليا.

## وصلات خارجية
- الموقع الرسمي
- باول غريني على موقع الاتحاد الدولي لألعاب القوى (الإنجليزية)
- باول غريني على موقع النتائج التاريخية لألعاب القوى الأسترالية (الإنجليزية)
- باول غريني على موقع أوليمبيديا (الإنجليزية)
- باول غريني على موقع اللجنة الأولمبية الأسترالية (الإنجليزية)
- باول غريني على موقع اتحاد ألعاب الكومنولث (مؤرشف) (الإنجليزية)
- باول غريني على موقع ميوزك برينز (الإنجليزية)